# Phytomyza carlestolrai
Phytomyza carlestolrai este o specie de muște din genul Phytomyza, familia Agromyzidae, descrisă de Cerny în anul 2007.
Este endemică în Andorra. Conform Catalogue of Life specia Phytomyza carlestolrai nu are subspecii cunoscute.